# Tomás de Torres
Tomás de la Torre Gibaja, también conocido como Tomás de Torres (Madrid, España, 1570 - Potosí, Virreinato del Perú, 1630) fue un fraile dominico español, obispo de Asunción del Paraguay entre 1620 y 1628, y del Tucumán entre 1626 y 1630.

## Biografía
Ingresó en la orden de los dominicos en Madrid y tras graduarse de maestro en teología, pasó a ser profesor del Colegio de San Gregorio de Valladolid. Posteriormente pasó a Flandes, enseñando teología en la Universidad de Lovaina durante ocho años. De regreso a España, fue superior de los conventos dominicos de Zamora y de Nuestra Señora de Atocha en Madrid. En 1619 fue presentado por el rey Felipe III al papa Paulo V para ser elegido obispo de la diócesis de Asunción del Paraguay.
Fue el primer obispo exclusivo de la diócesis del Paraguay después de la separación de la misma de la diócesis de Buenos Aires. Llevó al Paraguay a varios religiosos dominicos, arribando a su sede el 8 de octubre de 1621, tras ser consagrado obispo en la ciudad de Santa Fe por el obispo de Buenos Aires, Pedro Carranza. Fue el primer obispo en administrar el sacramento de la confirmación en el Paraguay en todo el siglo XVII.
Obsesionado en regular la moral sexual de la población, se empecinó en obligar al gobernador Manuel de Frías a reconciliarse y convivir con su esposa, Leonor Martel de Guzmán, de quien estaba separado hacía ya diez años. Como ambos se negaron, excomulgó al gobernador y a sus partidarios, estallando un escándalo de proporciones inauditas. Como resultado, fue procesado ante la Real Audiencia de Charcas, situación que obligó a ambos a viajar hasta allí a defenderse; Frías murió en el camino, y Torres residió algunos meses en Charcas.
Estando aún en Charcas fue informado de que había sido nombrado obispo del Tucumán, con sede en la ciudad de Santiago del Estero, aunque no le llegó la bula papal con el nombramiento. De modo que se trasladó a su sede y comenzó a gobernarla como obispo a principios de 1629, aunque siempre se tituló "gobernador del obispado del Tucumán", o bien "obispo del Paraguay y electo del Tucumán".
Oficializó en Córdoba el convento de Santa Catalina de Siena, de las monjas Carmelitas, fundado en 1613 por Leonor de Tejeda y el convento de Santa Teresa, fundado por su hermano Juan de Tejeda. Fomentó la formación de doctrinas entre los indígenas.
Con sus facultades mentales visiblemente alteradas, fue poco lo que pudo hacer por su diócesis, y en 1629 se trasladó nuevamente a Charcas para participar del concilio provincial de ese año, en el que no tuvo participación notable. Terminado el concilio, se trasladó a principios de 1630 a Potosí, donde falleció en el mes de julio.